# Rasa Perpètua
La Rasa Perpètua és un torrent afluent per la dreta del Cardener (ja dins el pantà de Sant Ponç) que fa els primers metres del seu curs pel terme municipal d'Olius i la resta pel de Clariana de Cardener.

## Municipis per on passa
Des del seu naixement, la Rasa Perpètua passa successivament pels següents termes municipals.
|                                                     | Longitud (en m.) | % del recorregut |
| --------------------------------------------------- | ---------------- | ---------------- |
| Per l'interior del municipi d'Olius                 | 1.341            | 25,63%           |
| Per l'interior del municipi de Clariana de Cardener | 3.892            | 74,37%           |

## Xarxa hidrogràfica
La xarxa hidrogràfica de la Rasa Perpètua està integrada per 8 cursos fluvials que sumen una longitud total d'11.810 m.